# From Refuge to Ruin
From Refuge to Ruin – trzeci album studyjny zespołu Dark Empire, który swoją premierę miał 27 marca 2012.

## Lista utworów
1. „A Plague in the Throne Room” – 5:35
2. „Dreaming in Vengeance” – 7:29
3. „The Crimson Portrait” – 5:08
4. „Dark Seeds of Depravity” – 4:50
5. „From Refuge to Ruin” – 9:59
6. „Lest Ye Be Judged” – 6:01
7. „What Men Call Hatred” – 4:52
8. „Black Hearts Demise” – 4:22
9. „The Cleansing Fires” – 14:22

## Członkowie zespołu
- Brian Larkin – śpiew
- Matt Moliti – gitara, śpiew
- Randy Knecht – gitara basowa
- Matt Graff – perkusja